# Bruno di Montegnacco
Bruno di Montegnacco (ur. 30 lipca 1910 w Tricesimo, zm. 13 kwietnia 1938) – włoski pilot wojskowy i sportowy, as myśliwski okresu wojny domowej w Hiszpanii, odznaczony pośmiertnie Medaglia d'oro al valore aeronautico.

## Życiorys
Bruno (Brunetto) di Montegnacco pochodził z włoskiej rodziny arystokratycznej z Friuli. Wstąpił jako ochotnik do Regia Aeronautica, kończąc szkołę lotniczą z jedną z czołowych lokat, co przyniosło mu przydział do elitarnego 1 pułku myśliwskiego (1° Stormo Caccia) bazującego w Campoformido, jednej z pierwszych jednostek lotnictwa włoskiego wyposażonych w samoloty myśliwskie Fiat CR.32. Był członkiem zespołu akrobacyjnego. W sierpniu 1936 roku zgłosił się jako ochotnik do organizowanego Aviazione Legionaria i został wysłany do Hiszpanii, pod fałszywym nazwiskiem Antonio Romualdi.
Pierwsze zwycięstwo powietrzne odniósł 22 września 1936 roku, zestrzeliwując samolot Loire 46, pilotowany przez Brytyjczyka Edwarda Downesa Martina z Escuadra Internacional. Walcząc w składzie 1, 3 i 26 eskadr myśliwskich, odniósł łącznie do lata 1937 roku 14 pewnych i jedno prawdopodobne zwycięstwo powietrzne. Po powrocie do Włoch został awansowany do stopnia oficerskiego (Sottotenente, odpowiednik podporucznika) oraz odznaczony Medaglia d'argento al valor militare. Powrócił w skład 1° Stormo Caccia i zespołu akrobacyjnego. 13 kwietnia 1938 roku, podczas ćwiczeń akrobacji zespołowej w pobliżu Gorycji, zderzył się w czasie wykonywania pętli z drugim samolotem formacji i zginął w rozbitej maszynie. Pośmiertnie został odznaczony Medaglia d'oro al valore aeronautico.